# Константина Кунева
Константина Кунева (грч. Κωνσταντινα Κουνεβα), бугарско име Костадинка Кунева, је грчка и бугарска радница, синдикална активисткиња и политичарка.

## Биографија

### Детињство, младост и образовање
Костадинка Кунева рођена је 1965. у Силистри, Бугарска, а студије историје завршава на Универзитету у Великом Трнову, међутим никада није успела да пронађе посао у својој струци.
Одлази у Грчку 2001. године, где ради као чистачица. Разлог за пресељење је био сакупљање новца за лечење њеног сина.

### Синдикални активизам и напад
Убрзо постаје активна у борби за права чистачица и кућних помоћница и оснива Свеатички синдикат чистачица и радница у домаћинству (ПЕКОП), што је уједно и први синдикат радника у овом сектору у грчкој историји.
Као реакција на њен синдикални активизам, крајем 2008. на њу је извршен напад сумпорном киселином, који је оставио тешка оштећења на кожи лица, губитак ока и оштећење гласних жица. У болници је провела неколико месеци, а лечење је наставила и у Француској где је имала неколико операција. Након напада грчка полиција не успева да пронађе нападаче, а организација за заштиту људских права Амнести интернашонал, организује акцију писања писама грчком министарству правде, како њен случај не би био одбачен.
Напад на њу је изазвао серију демонстрација у Грчкој, а током протеста 2009. године на коме је учествовало неколико хиљада људи, дошло је и до насилних сукоба између демонстраната и грчке полиције.

### Политичка каријера
Кунева je 2014. је постала чланица Европског парламента као кандидаткиња Сиризе, и чланица ГУЕ / НГЛ. На овој функцији је провела пет година, а на поновљеним изборима 2019. није успела да буде реизабрана.

## Културни утицаји
Константина Кунева је предмет бугарског документарног филма "Њена исповест" (буг. Нейната изповед), бугарског режисера Ивана Ничева.